# 济南老舍纪念馆
济南老舍纪念馆，又称济南老舍故居，是坐落在中国山东省济南市历下区南新街58号院一座纪念作家老舍的专题性公共纪念馆。

## 历史

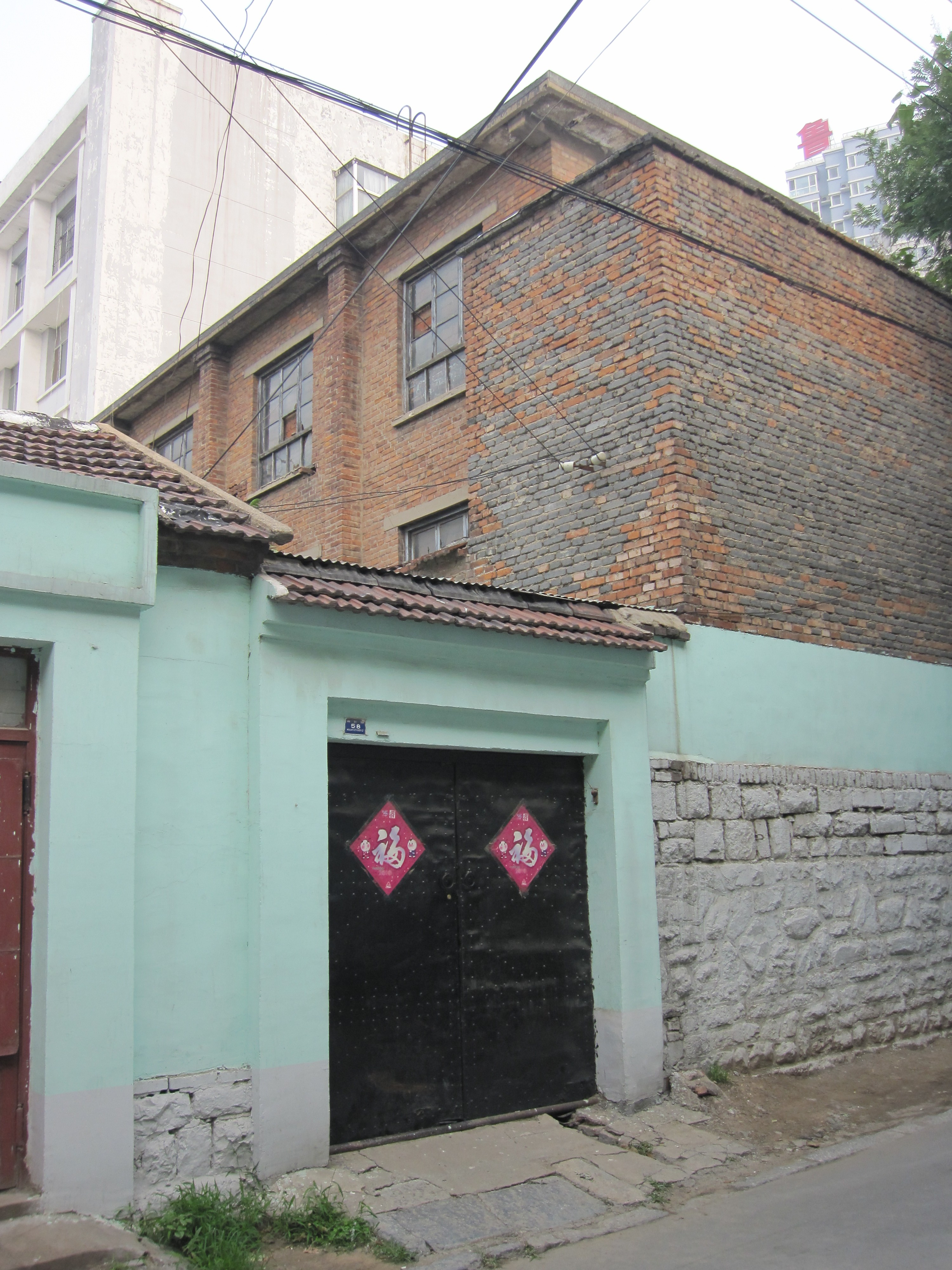
南新街58号院门，2010年

1930年代初，老舍曾在山东济南任齐鲁大学国学研究所文学主任兼文学教授。1931年夏，老舍回北平与胡絜青完婚，随后老舍携妻子回到济南，在南新街54号（今历下区南新街58号）租住三年多，是老舍在济南期间的四处住所之一，也是其中居住时间最长的一处。
南新街为齐鲁大学北侧的一条有折弯的南北胡同，原建筑为一处砖头土坯垒建的茅草房，当时的大门位于东侧，主要房间位于二门内的西、北、东三面，其中老舍住在北房，明房共有三间，另包括西山墙后边连着的一个用于堆放杂物的小暗间。在房间中部设有隔断，东侧的一间半为卧室，西侧的一间半用于会客和写作，书桌设在南窗下。老舍在此创作了长篇小说《猫城记》、《离婚》、《牛天赐传》，以及收录在《赶集》中的大部分短篇小说，也包括一些散文（如《济南的冬天》和《济南的春天》）和幽默诗文。当时的院子中满栽各种花草，并有一眼水井，闲暇时老舍自己打水浇花、施肥、捉虫。住在南新街期间，老舍大女儿舒济出生。
1950年，房主在原房地基上进行了翻修重建，二门和影壁被拆除，砖头土坯墙和草房屋顶被改以红砖墙和瓦房屋顶，但原有格局基本未变，院内水井和北房内当年的隔扇尚存，后由一位徐姓老人及其家人居住。1981年，胡絜青受邀亲自到济南寻访后确认旧居位置。1999年，济南市人民政府将该院公布为市级文物保护单位。2006年，该院被山东省人民政府公布为第三批省级文物保护单位。2009年年底开始，济南市文物局历时3年完成老舍旧居商购，其后该院房产归济南市文化广电新闻出版局。
2013年10月至2014年4月，济南市政府对旧居进行修缮保护，通过技术手段将院落基本恢复为老舍居住时的民居风貌，并辟为济南老舍纪念馆。修缮过程中，根据建筑的原始布局对正房、东西厢房、大门、影壁、二门、院墙等分别进行了修缮，院内建筑主体正房因基本上维持了二十世纪三四十年代的风貌保留未动，院内的临时建筑被拆除，东西厢房被拆除重建，另划入山东省民政厅、山东省民政大厦所属院落13平方米以使院落更为规整。2014年6月14日，济南老舍纪念馆正式对外开放。

## 参观
济南老舍纪念馆向公众免费开放，位于济南市历下区南新街58号，占地290多平方米，以老舍在济南的生活创作为主题，除院内复原景观，主要分为“人民艺术家”、“老舍在济南的足迹”、“老舍笔下的济南”三部分。

## 相关
2019年，为庆祝济南市考古研究所成立20周年暨纪念老舍诞辰120周年，济南市考古研究所编著的《济南老舍故居》一书由中国文史出版社出版。